# Désiré Vervoort
Désiré Jean Léon Vervoort (Antwerpen, 11 april 1810 - Watermaal-Bosvoorde, 9 juli 1886) was een Belgisch advocaat en politicus voor de Liberale Partij.

## Levensloop
Hij was een zoon van de handelaar Joseph Vervoort en van Marie-Thérèse Detramasure. Hij trouwde met Louis Van Campenhout.
Hij promoveerde tot doctor in de rechten (1834) aan de Universiteit van Luik en liep stage bij de Parijse advocaat Chaix d'Est-Ange. Hij vestigde zich in Brussel als advocaat, een beroep dat hij uitoefende tot aan zijn dood. Hij was driemaal stafhouder van de Brusselse balie.
In 1854 werd hij verkozen tot liberaal volksvertegenwoordiger voor het arrondissement Antwerpen. Hij was ondervoorzitter (1859) en voorzitter (1860-1863) van de Kamer.
In de culturele wereld was hij actief, als:
- bestuurder van de Koninklijke Bibliotheek,
- voorzitter van het Organisatiecomité van de algemene kunsttentoonstelling in Brussel in 1860,
- voorzitter van de Cercle artistique et littéraire in Brussel.

Hij was ook medestichter en voorzitter van de Association internationale pour le progrès des sciences sociales.

## Publicaties
- Pierre-Théodore Verhaegen, Brussel - Leipzig, 1862.
- Rapport présenté à l'assemblée générale du Cercle artistique et littéraire de Bruxelles, Brussel, 1880.